# Difenilacetilene
Il difenilacetilene è un composto chimico avente formula C6H5C≡CC6H5 (abbreviata in Ph2C2). La molecola del difenilacetilene è formata da gruppi fenili (C6H5-) legati ad entrambe le estremità di un gruppo acetilenico (-C≡C-). Si presenta come un materiale cristallino incolore ed è largamente usato come materia prima nella sintesi organica e come ligando nella chimica organometallica.

## Preparazione
Il difenilacetilene può essere preparato attraverso una reazione di condensazione del benzile (1,2-difeniletano-1,2-dione) con l'idrazina per formare il bis(idrazone), che viene quindi ossidato con ossido di mercurio.
In alternativa può essere prodotto attraverso la bromurazione dello stilbene formando così dibromodifeniletano, che è successivamente sottoposto a deidroalogenazione.
Un ulteriore metodo di preparazione del difenilacetilene prevede l'accoppiamento dello iodobenzene e del sale di rame del fenilacetilene attraverso la reazione di accoppiamento di Castro-Stephens.

## Derivati
Il difenilacetilene reagisce con il tetrafenilciclopentadienone formando esafenilbenzene.  Può inoltre reagire con il dicloruro di benzile (C6H5CHCl2) in presenza di terz-butossido di potassio per formare 3-alcossiciclopropene.